# L.A. Boyz
L.A. Boyz（中文：洛城三兄弟），是台灣一組Hip-hop演唱團體，是台灣最早唱華語R&B和嘻哈（Hip-hop）的先驅。被台灣的製作人在美國發掘，參加台視綜藝節目《五燈獎》的「流行熱舞比賽」，將美國的嘻哈舞蹈帶進台灣流行音樂。
L.A. Boyz為1990年代的台灣，不但注入了新的音樂，還帶來美式的街頭熱舞和穿著。

## 團體年表
1991年9月8日，L.A. Boyz第一次參加台視《五燈獎》「流行熱舞比賽」。
1992年，L.A. Boyz在台灣正式發片出道。
1997年，L.A. Boyz正式解散，退出歌壇。
2000年，黃立行重回台灣歌壇出片。
黃立成則於2003年成立“Machi”，現在的身份是Machi團長。
林智文曾經參與Machi的建設，也曾在台灣做了一些表演、發行了一張EP，目前在美國加州Fortanasce-Purino Neurology Center擔任手部骨科醫生。

## 組合成員
| 成員列表 | 成員列表 | 成員列表      | 成員列表               | 成員列表        |
| 姓名     | 英文名   | 出生日期      | 出生地                 | 國籍            |
| -------- | -------- | ------------- | ---------------------- | --------------- |
| 黃立成   | Jeffrey  | 1972年11月7日 | 臺灣雲林縣虎尾鎮       | 中華民國 · 美国 |
| 黃立行   | Stanley  | 1974年9月21日 | 美国加州橘郡           | 中華民國 · 美国 |
| 林智文   | Steven   | 1976年4月15日 | 美国加利福尼亞州洛杉磯 | 中華民國 · 美国 |

## 唱片
- SHIAM! 閃（1992，波麗佳音）
- Jump 跳（1992，波麗佳音）[2]
- Ya!（1993，波麗佳音）
- That's The Way（1994，波麗佳音）
- FANTASY
- Phat 炫
- Young Guns（1995，金點唱片）
- R.O.C.K（1995，金點唱片）
- Pure Energy（1996，金點唱片）
- Say Hello To The World 冒險（1997，金點唱片）
- 跳乎伊爽 黃金精選（1994，波麗佳音）
- VERY MUCH 全纪录唯一精选